# Jorn Smits
Jorn Smits (* 3. September 1992 in Geleen) ist ein niederländischer Handballspieler.

## Karriere

### Im Verein
Jorn Smits spielte zunächst für V&L Geleen und ab 2009 für die Limburg Lions. 2011 ging er für eine Saison nach Dänemark um für Skanderborg Håndbold zu spielen. 2012 kehrte er in die Niederlande zurück und stand im Kader von RKHV Volendam. Mit Volendam gewann er die niederländische Meisterschaft. 2018 wechselte er nach Dänemark zu Randers HK. 2018 ging er nach Deutschland und spielte dort für den Zweitligisten TV Emsdetten. im Februar 2020 verließ er den Verein vorzeitig und kehrte zum RKHV Volendam zurück. Im Januar 2021 ging er erneut nach Dänemark zu TTH Holstebro und stand hier für die restliche Saison mit seinem Bruder Kay im Kader. Im Sommer 2021 wechselte er in Dänemark zu Lemvig-Thyborøn Håndbold. Seit der Saison 2024/25 steht er beim Schweizer Erstligisten GC Amicitia Zürich unter Vertrag.

### In Auswahlmannschaften
Im Juni 2012 gab er sein Debüt für die niederländische Nationalmannschaft gegen Belgien. Er stand im Kader für die Europameisterschaft 2024 und belegte mit den Niederlanden den 12. Platz. Bei der Weltmeisterschaft 2025 bestritt er sechs Spiele und belegte mit dem Team den 12. Platz.

## Privat
Seine Eltern Cecile Leenen und Gino Smits spielten ebenfalls Handball. Sein Bruder Kay Smits und seine Schwester Inger Smits sind auch Handballnationalspieler.